# Chudzynek
Chudzynek – wieś sołecka w Polsce położona w województwie mazowieckim, w powiecie płockim, w gminie Drobin.
| SIMC    | Nazwa | Rodzaj    |
| ------- | ----- | --------- |
| 0563111 | Górka | część wsi |

W latach 1975–1998 miejscowość administracyjnie należała do województwa płockiego.